# Born to Be World Tour
Born to Be World Tour var den andra världsturnén av den sydkoreanska tjejgruppen Itzy, som hölls i samband med deras åttonde EP-skiva Born to Be (2024). Den inleddes vid Jamsil Arena i Seoul den 24 februari 2024 och avslutades vid AsiaWorld–Arena i Hongkong den 10 augusti 2024, efter 30 shower i Asien, Oceanien, Amerika och Europa. Turnén ägde rum under Lias uppehåll från gruppen och marknadsfördes således av gruppen som en kvartett. 

## Bakgrund
JYP Entertainment meddelade den 3 december 2023 att Itzy skulle göra comeback den följande månaden samt genomföra deras andra världsturné i samband med utgivningen. Den 26 januari 2024 publicerades turnéplanen. Den 8 februari tillkom en extra show i Toronto den 29 juni 2024.

## Spellista
1. "Born to Be" (Extended intro)
2. "Racer"
3. "Kidding Me"
4. "Mr. Vampire"
5. "Swipe"
6. "Wannabe" (Extended dance break intro)

Akt 2

1. "Mine" (Chaeryeong solo)
2. "Run Away" (Ryujin solo)
3. "Yet, But" (Yuna solo)
4. "Crown on My Head" (Yeji solo, extended outro)

Akt 3

1. "Untouchable" (Extended intro)
2. "Gas Me Up"
3. "Dynamite"
4. "Psychic Lover"
5. "Don't Give a What"
6. "Loco" (Dancers extended outro)

Akt 4

1. "Not Shy" (Extended band intro)
2. "Cake"
3. "Sneakers" (Chanting outro)
4. "Kill Shot"
5. "Escalator" (Extended outro)

Extranummer

1. "Love Is"
2. "Be in Love"
3. "Chillin' Chillin'"
4. "Dalla Dalla" (Extended outro)

1. "Born to Be" (Extended intro)
2. "Racer"
3. "Kidding Me"
4. "Mr. Vampire"
5. "Swipe"
6. "Wannabe" (Extended dance break intro)

Akt 2

1. "Mine" (Chaeryeong solo)
2. "Run Away" (Ryujin solo)
3. "Yet, But" (Yuna solo)
4. "Crown on My Head" (Yeji solo, extended outro)

Akt 3

1. "Untouchable" (Extended intro)
2. "Gas Me Up"
3. "Dynamite"
4. "Psychic Lover"
5. "Don't Give a What"
6. "Loco" (Dancers extended outro)

Akt 4

1. "Not Shy" (Extended band intro)
2. "Cake"
3. "Sneakers" (Chanting outro)
4. "Kill Shot"
5. "Escalator" (Extended outro)

Extranummer

1. "Love Is"
2. "Be in Love"
3. "Boys Like You"
4. "Dalla Dalla" (Extended outro)

1. "Born to Be" (Extended intro)
2. "Racer"
3. "Kidding Me"
4. "Mr. Vampire"
5. "Swipe"
6. "Wannabe" (Extended dance break intro)

Akt 2

1. "Mine" (Chaeryeong solo)
2. "Run Away" (Ryujin solo)
3. "Yet, But" (Yuna solo)
4. "Crown on My Head" (Yeji solo, extended outro)

Akt 3

1. "Untouchable" (Extended intro)
2. "Ringo"
3. "Algorhythm"
4. "Psychic Lover"
5. "Don't Give a What"
6. "Loco" (Dancers extended outro)

Akt 4

1. "Not Shy" (Extended band intro)
2. "Cake"
3. "Sneakers" (Chanting outro)
4. "Kill Shot"
5. "Escalator" (Extended outro)

Extranummer

1. "Sugar‐holic"
2. "Spice"
3. "No Biggie"
4. "Dalla Dalla" (Extended outro)

## Turnédatum

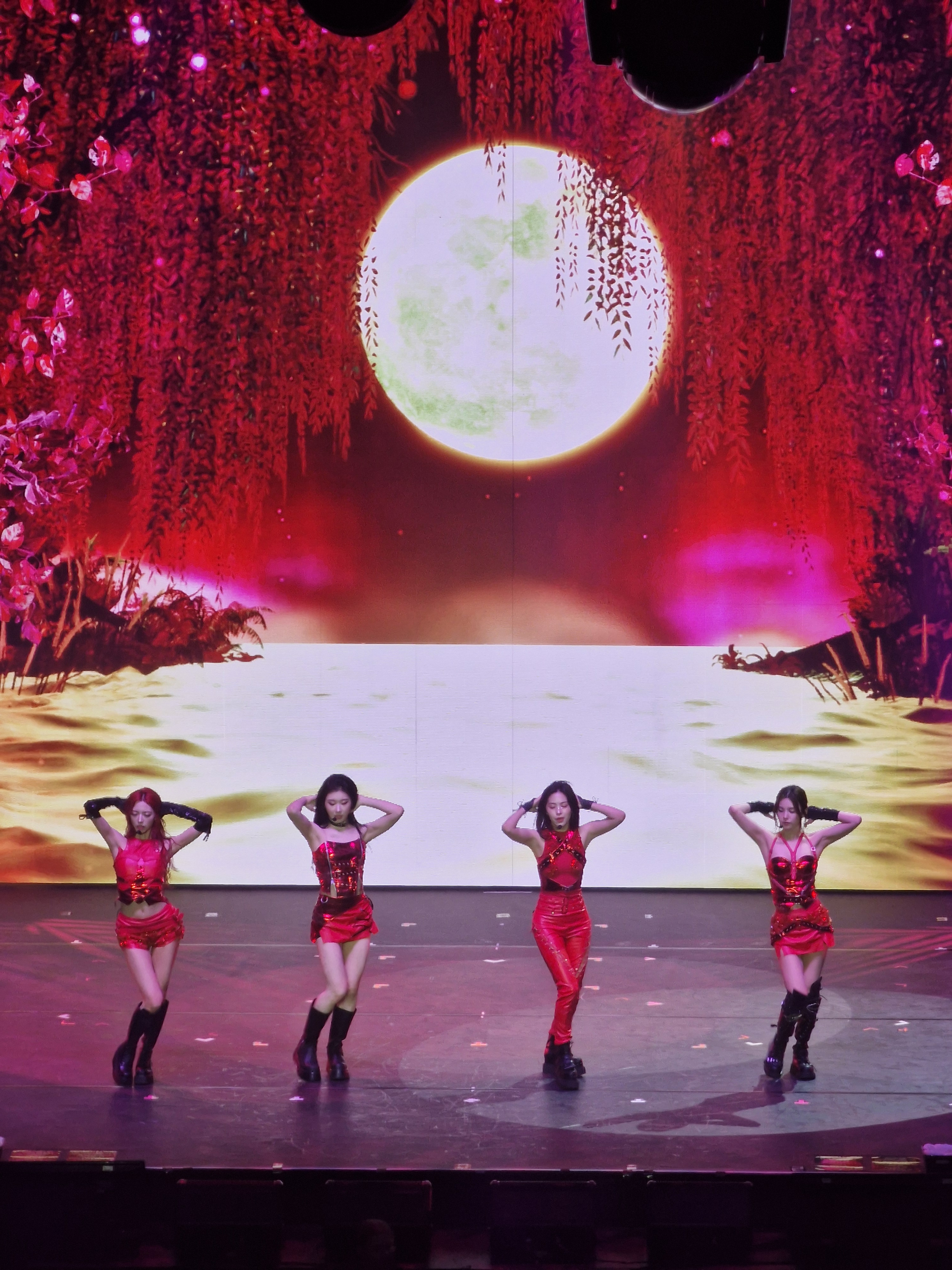
Itzy i Amsterdam, Nederländerna

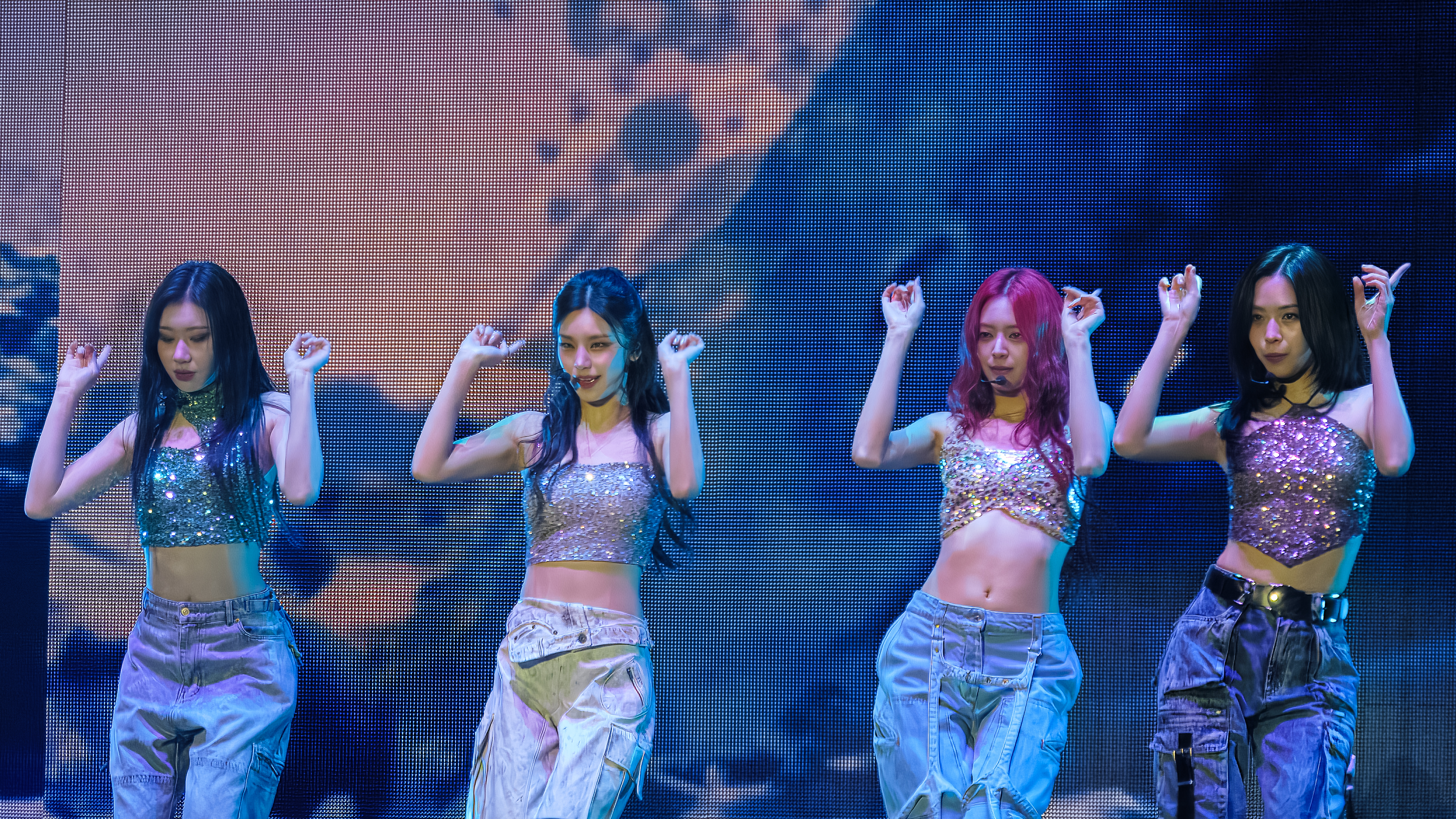
Itzy i Seattle, USA

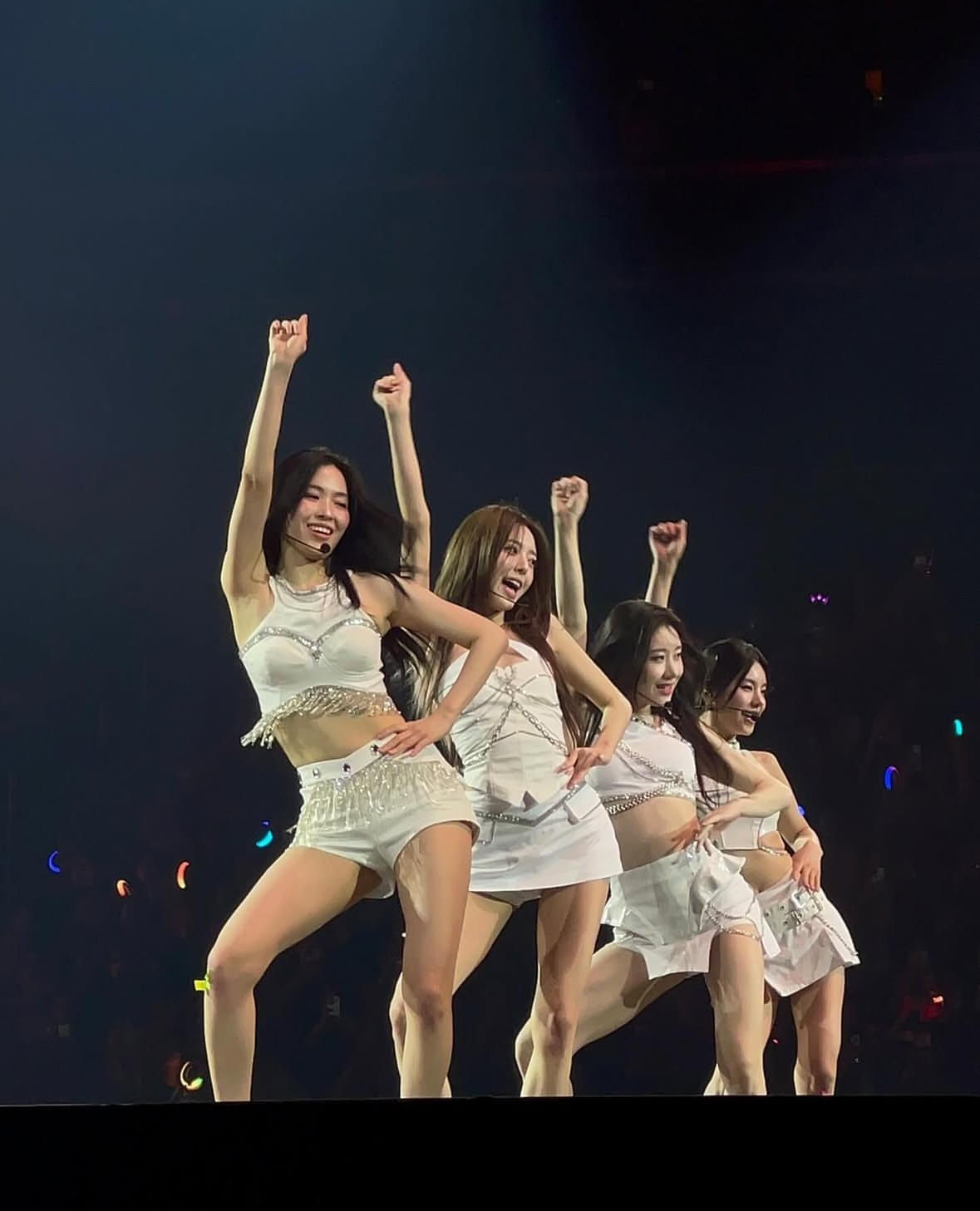
Itzy i Manila, Filippinerna

| Datum            | Stad                | Land           | Plats                                  | Publik |
| Asien            | Asien               | Asien          | Asien                                  | Asien  |
| ---------------- | ------------------- | -------------- | -------------------------------------- | ------ |
| 24 februari 2024 | Seoul               | Sydkorea       | Jamsil Arena                           |        |
| 25 februari 2024 | Seoul               | Sydkorea       | Jamsil Arena                           |        |
| 16 mars 2024     | Bangkok             | Thailand       | Impact, Muang Thong Thani              |        |
| Oceanien         |                     |                |                                        |        |
| 21 mars 2024     | Auckland            | Nya Zeeland    | Spark Arena                            |        |
| 24 mars 2024     | Sydney              | Australien     | International Convention Centre Sydney |        |
| 26 mars 2024     | Melbourne           | Australien     | Margaret Court Arena                   |        |
| Asien            |                     |                |                                        |        |
| 6 april 2024     | Singapore           | Singapore      | Singapore Indoor Stadium               | 7500   |
| Latinamerika     |                     |                |                                        |        |
| 15 april 2024    | Mexico City         | Mexiko         | World Trade Center Mexico City         |        |
| 18 april 2024    | Santiago            | Chile          | Movistar Arena (Santiago)              |        |
| Europa           |                     |                |                                        |        |
| 24 april 2024    | London              | Storbritannien | Wembley Arena                          |        |
| 26 april 2024    | Paris               | Frankrike      | Zénith Paris                           |        |
| 28 april 2024    | Berlin              | Tyskland       | Velodrom                               |        |
| 1 maj 2024       | Amsterdam           | Nederländerna  | AFAS Live                              |        |
| 4 maj 2024       | Madrid              | Spanien        | Palacio Vistalegre                     |        |
| Asien            |                     |                |                                        |        |
| 18 maj 2024      | Tokyo               | Japan          | Yoyogi National Gymnasium              |        |
| 19 maj 2024      | Tokyo               | Japan          | Yoyogi National Gymnasium              |        |
| Nordamerika      |                     |                |                                        |        |
| 5 juni 2024      | Seattle             | USA            | WAMU Theatre                           |        |
| 8 juni 2024      | Oakland, California | USA            | Oakland Arena                          |        |
| 11 juni 2024     | Los Angeles         | USA            | Kia Forum                              |        |
| 15 juni 2024     | Sugar Land, Texas   | USA            | Smart Financial Centre                 |        |
| 16 juni 2024     | Irving, Texas       | USA            | Toyota Music Factory                   |        |
| 18 juni 2024     | Atlanta             | USA            | Fox Theatre (Atlanta)                  |        |
| 20 juni 2024     | Fairfax, Virginia   | USA            | EagleBank Arena                        |        |
| 23 juni 2024     | Newark, New Jersey  | USA            | Prudential Center                      |        |
| 26 juni 2024     | Chicago             | USA            | Rosemont Theatre                       |        |
| 28 juni 2024     | Toronto             | Kanada         | Great Canadian Casino Resort           |        |
| 29 juni 2024     | Toronto             | Kanada         | Great Canadian Casino Resort           |        |
| Asien            |                     |                |                                        |        |
| 20 juli 2024     | Taipei              | Taiwan         | Taipei Arena                           |        |
| 3 augusti 2024   | Manila              | Filippinerna   | SM Mall of Asia                        |        |
| 10 augusti 2024  | Hongkong            | Kina           | AsiaWorld–Arena                        |        |
| Totalt           |                     |                |                                        |        |